# Éco-capitalisme

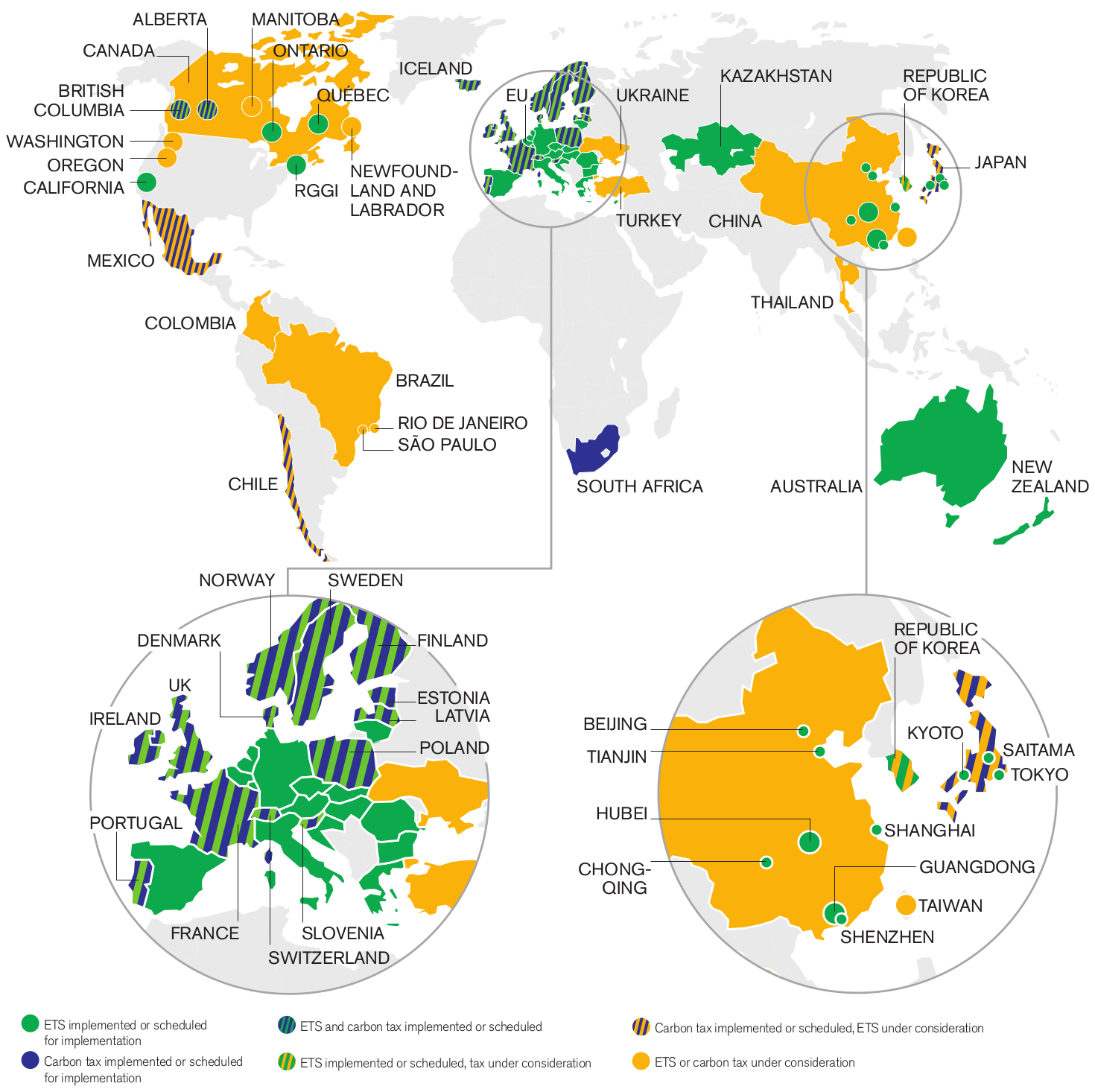
Initiatives de taxation du carbone

L'éco-capitalisme, ou capitalisme vert, est une idéologie selon laquelle les gouvernements devraient adapter leurs politiques économiques pour résoudre les problèmes environnementaux. 
Selon cette idéologie, les ressources naturelles des écosystèmes sont considérées comme du « capital naturel » dont dépend la création de richesses. Les dommages environnementaux sont considérés comme des externalités négatives. Les gouvernements devraient alors adopter des politiques basées sur le marché (comme la taxe carbone) pour protéger les écosystèmes.
Les hypothèses sous-jacentes (de croissance économique continue par exemple) ainsi que l'idée de monétarisation de la nature sont à l'origine de plusieurs critiques,,. 
L'éco-capitalisme est souvent considéré[Par qui ?] comme l'équivalent de droite de l'écosocialisme. 

## Histoire
Les racines de l'éco-capitalisme remontent à la fin des années 1960. L'essai « The Tragedy of the Commons » (tragédie des biens communs), publié en 1968 dans Science par Garrett Hardin, affirme l'inévitabilité de la catastrophe malthusienne due aux politiques libérales ou démocratiques laissant aux familles le choix du nombre d'enfants. Il propose que l'État devrait s'occuper de la surpopulation humaine potentielle. Hardin fait valoir que si les familles avaient la liberté de choisir, mais étaient retirées du fonctionnement de l'État-providence, les parents qui choisiraient d'avoir trop d'enfants n'auraient pas les ressources nécessaires pour subvenir à leurs besoins, résolvant ainsi le problème de la surpopulation. Cela représente l'un des premiers arguments d'un point de vue éco-capitaliste : la surpopulation serait techniquement résolue par un marché libre. John Baden, collaborateur de Garrett Hardin sur d'autres travaux, notamment Managing the Commons, fonde en 1982 le Centre de recherche en économie politique Political Economy Research Center (maintenant appelé Property and Environment Research Center (PERC), Centre de recherche sur la propriété et l'environnement). En tant que l'une des premières organisations éco-capitalistes créées, la mission permanente du PERC est "d'améliorer la qualité de l'environnement grâce aux droits de propriété et aux marchés". L'idée éco-capitaliste la plus populaire est le marché des droits à polluer. L'échange de crédits-carbone, une approche basée sur le marché qui permet aux entités polluantes d'acheter ou de se voir attribuer des permis, a commencé à faire l'objet de recherches à la fin des années 1960. L'échange international de droits d'émission a été largement popularisé dans les années 1990 lorsque les Nations Unies ont adopté le Protocole de Kyoto en 1997.
Une nouvelle forme de capitalisme vert est en action grâce à plusieurs milliers d'économistes qui veulent instaurer la taxe Tobin. 
Le principe serait de supprimer tout impôt et taxe et d'en garder qu'une seule. À hauteur de 1% sur chaque transaction financière (de la baguette de pain au trading) un pays aurait un budget (collectivités et État) égal à son PIB. Pour la France cela représenterait 2500 milliards d'€. Les peurs et les baisses des actionnaires boursiers, et du trading, devrait porter le budget d'un pays comme la France plutôt vers 2000 milliards d'€. Les dépenses public s'élèvent aujourd'hui à 1 400 milliards d'€ Le principe est également le contrôle de la finance pour des bienfaits sociétaux. La simplification de l'impôt apporterait l'envie d'investir et moins de tâches administratives. Sa justice (les plus riches dépenses plus donc rapportent plus) est un atout supplémentaire. L'automatisation de cette impôt réduirait a néant l'évasion fiscale. Enfin avec un tel impôt un SMIC de 1560 € brut serait de 1 544 € net. Fini également les charges patronales. Une meilleure politique de santé, éducative, sécuritaire, de justice et surtout l'orientation de la production plus verte permettra un monde plus eco en réconciliant économie et écologie.

## Théoriciens

### Terry Anderson
Terry L. Anderson est diplômé de l'Université du Montana et a obtenu son doctorat à l'Université de Washington. En 2020, Anderson est un fellow du Hoover Institution's Property Rights, Freedom and Prosperity task force. Anderson soutient que les marchés libres peuvent être à la fois économiquement avantageux et respectueux de l'environnement. Anderson se spécialise dans l'impact des marchés sur les communautés amérindiennes et leurs économies. Anderson est également l'un des auteurs de Free Market Environmentalism, un livre qui explore comment les idées du libre marché pourraient être utilisées pour résoudre des problèmes environnementaux, basé sur ses conclusions sur quelques études de cas.

### Bruce Yandle
Bruce Yandle, diplômé de l'Université Mercer, a fréquenté la Georgia State University où il a obtenu un MBA et un doctorat. Yandle est actuellement doyen émérite de la faculté de commerce de l'Université Clemson. Yandle est éminent dans le domaine de l'éco-capitalisme pour son concept des « Bootleggers and Baptists (en) ». La théorie de Yandle sur les contrebandiers et les Baptistes postule que les groupes éthiques, les institutions religieuses et les entreprises pourraient s'organiser dans l'intérêt de la croissance économique.

### Paul Hawken
Paul Hawken est l'architecte de la première entreprise d'aliments naturels aux États-Unis, Erewhon Trading Company, où toutes les matières premières étaient issus de l'agriculture biologique. Hawken a continué à avoir un impact sur le monde des affaires en fondant l'organisation de recherche, Natural Capital Institute, et en développant Wiser.org , une plate-forme qui recense des organisations ou initiatives en faveur de l'environnement, de la justice sociale ou de la paix. Paul Hawken donne des exemples sur la façon de transformer l'économie en éco-capitalisme à travers ses publications. Dans ses écrits, Hawken souligne que de nombreuses options écologiques sont disponibles pour les entreprises qui aideront à sauver l'environnement, tout en continuant à générer du profit. Dans son livre, Natural Capitalism: Creating the Next Industrial Revolution, il discute de la possibilité de développer de petites voitures électriques comme solution aux problèmes des transports. Hawken attribue l'hésitation à adopter ces options au manque de connaissance de ces alternatives et aux coûts initiaux élevés. Paul Hawken est maintenant à la tête de OneSun, Inc., une société spécialisée dans l'énergie solaire.

### Lester Brown
Lester R. Brown a commencé sa carrière en tant que producteur de tomates dans le New Jersey, jusqu'à ce qu'il obtienne son diplôme à l'Université Rutgers et se rende en Inde pour étudier pendant six mois la crise alimentaire et démographique du pays. À partir de ce moment, Brown se concentre sur la recherche d'alternatives qui résoudraient le problème de la population et des ressources mondiales. Avec le soutien financier du Rockefeller Brothers Fund, Brown a créé le Worldwatch Institute , destiné à la recherche sur les problèmes environnementaux mondiaux. En 2001, Brown fonde le Earth Policy Institute, une organisation qui définit une vision pour créer une économie écologiquement durable. Au cours de sa carrière, Lester Brown a écrit plus de 50 livres et reçu 25 diplômes honorifiques. Dans ses publications, Brown explique comment la clé d'une économie respectueuse de l'environnement serait un marché honnête (en), en remplaçant les aspects nocifs de l'environnement, comme les combustibles fossiles, par des énergies renouvelables. En juin 2015, Lester Brown prend sa retraite de Earth Policy et ferme l'institut.

## Principes de la transition vers l'éco-capitalisme
L'idéologie de l'éco-capitalisme vise a satisfaire deux besoins concurrents :
1. le désir des entreprises de générer du profit dans une société capitaliste
2. l'urgence de prendre des mesures pour faire face à un environnement très dégradé par les activités humaines.

En vertu de la doctrine de l'éco-capitalisme, les entreprises marchandisent l'acte de résoudre les problèmes environnementaux,.

### Prise en compte des externalités
Un élément central de l'éco-capitalisme est de corriger la défaillance du marché vu dans l'externalisation de la pollution. En traitant la question de la pollution comme une externalité, le marché minimise sa responsabilité. Pour corriger cet échec, l'éco-capitalisme devrait internaliser ce coût. L'adoption d'un marché du carbone est un exemple de cette évolution vers l'internalisation des externalités. Dans ce système, les gens doivent tenir compte du coût de la pollution dans leurs dépenses.
À l'échelle de l'entreprise, le gouvernement peut réglementer les émissions de gaz à effet de serre et d'autres facteurs polluants dans les pratiques commerciales. Les entreprises réduisent leurs niveaux de pollution ou externalisent ces coûts sur les consommateurs en augmentant le coût des biens et services. Ces systèmes encouragent indirectement des pratiques de consommation plus respectueuses de l'environnement : alors que les entreprises les plus polluantes sont confrontées à une baisse des bénéfices et à une hausse des prix, leurs consommateurs et investisseurs sont enclins à faire des affaires ailleurs. On s'attend alors à ce que les investissements se dirigent vers les entreprises les plus vertueuses, leur permettant ainsi de proposer des prix plus bas et des marges bénéficiaires plus élevées, attirant de nouveaux consommateurs et investisseurs[réf. nécessaire].

### Consommation «verte»
Lors de la conception de l'idéologie, les grands théoriciens de l'éco-capitalisme, Paul Hawken, Lester Brown et Francis Cairncross, voient une opportunité d'établir une approche différente de l'environnementalisme dans une société capitaliste. Ces théoriciens pensaient que non seulement les producteurs mais aussi les consommateurs pourraient assumer la responsabilité sociale de la restauration de l'environnement si «la technologie verte, les taxes vertes, l'étiquetage vert et les achats écologiques» existaient. La mentalité de «faire des courses durables» qui en a résulté a encouragé le développement de l'agriculture biologique, des énergies renouvelables, des certifications vertes ainsi que d'autres pratiques respectueuses de l'environnement.
Un rapport de 2015 de Nielsen donne du crédit à cette théorie. Selon le rapport, les consommateurs sont plus fidèles à une marque, et sont prêts à payer des prix plus élevés pour un produit perçu comme durable. Cela est particulièrement vrai chez les personnes nées après 1980. Ces générations représentent actuellement 48% du marché mondial et n'ont pas encore atteint leurs niveaux de dépenses maximum. Alors que les préférences de ces générations continuent de façonner la manière dont les entreprises fonctionnent et se commercialisent, elles pourraient conduire à une transition continue vers la consommation verte.
Selon Annual Review of Environmental Resources (Examen annuel des ressources environnementales), «les décideurs politiques, les entreprises et les chercheurs se sont principalement concentrés sur consommer différemment, avec relativement peu d'attention accordée à consommer moins». Un examen de la façon d'encourager la consommation durable de l'Université de Surrey montre que «les politiques gouvernementales envoient des signaux importants aux consommateurs sur les objectifs institutionnels et les priorités nationales». Les gouvernements peuvent utiliser divers leviers pour signaler cela, notamment les normes de produits, de commerce, de construction, de médias et de marketing.

### Commerce du carbone
Créant peut-être la première grande approbation éco-capitaliste, de nombreuses institutions politiques et économiques soutiennent un système de crédits carbone. Ce système d'attribution de droits de propriété aux émissions, est considéré comme le moyen le plus «efficace et efficient» pour réguler les émissions de gaz à effet de serre dans l’économie mondiale néolibérale actuelle. Dans le cas des émissions de GES, le marché inciterait les entreprises à investir dans des technologies qui réduisent les émissions en utilisant le renforcement positif (échange des crédits inutilisés) et la sanction (nécessité d'acheter plus de crédits).

### Comptabilité des coûts environnementaux complets
Dans le capitalisme traditionnel, seuls certains coûts sont pris en compte. En éco-capitalisme, les aspects sociaux, économiques et environnementaux seraient entièrement pris en compte dans les coûts. On comptabilisera les coûts cachés et indirects, les externalités, et les coûts de la totalité du cycle de vie du produit. En entreprise, on parlera de développement durable et de triple bilan.
Bien que des progrès aient été réalisés dans la mesure du coût des dommages causés à la santé des individus et à l'environnement, l'interaction des effets environnementaux, sociaux et sanitaires rend la mesure difficile. Les tentatives de mesure peuvent être globalement classées comme étant de nature comportementale, comme la tarification hédonique, ou dose-réponse qui examine les effets indirects. Une mesure normalisée de ces coûts n'a pas encore émergé.
Cela ne doit pas être confondu avec la méthode du coût complet utilisée par les entreprises cherchant du pétrole et du gaz, qui "ne font pas de distinction entre les dépenses d'exploitation associées aux projets d'exploration réussis et non réussis".

### Autre indicateur de progrès que le PIB
La norme actuelle d'utilisation du produit intérieur brut (PIB) comme indicateur du bien-être est critiquée pour son inexactitude. Alternatif au PIB, l'indicateur de progrès véritable compense les insuffisances du PIB en tant qu'indicateur de bien-être en tenant compte des dommages environnementaux ainsi que d'autres facteurs qui affectent la consommation, comme la criminalité et les inégalités de revenus. D'autres indicateurs alternatifs au PIB existent et mesurent différemment le bien-être d'une population.

## Critiques
La majorité des critiques venant du capitalisme traditionnel (non réglementé) est due à l'accroissement de la réglementation. Les crédits carbone sont en contradiction avec les idéologies économiquement conservatrices. Le capitalisme non réglementé préfère que les problèmes environnementaux soient traités par des individus qui peuvent allouer leurs propres revenus et richesses, s'opposant à la marchandisation de sous-produits comme les émissions de carbone, et mettent l'accent sur les incitations positives à maintenir les ressources grâce à la concurrence du marché libre et à l'esprit d'entreprise.
Les partisans de l'éco-capitalisme considèrent les réformes environnementales (comme le crédit carbone) progressives. Selon ces partisans, étant donné que le capitalisme traditionnel est intrinsèquement expansionniste, ignorer la responsabilité environnementale est un danger pour l'environnement. Les partisans de l'éco-capitalisme favorisent généralement l'écologisme, qui met l'accent sur les réglementations et les taxes pour encourager la conservation des ressources ou prévenir les dommages environnementaux.
Le théoricien politique Antonio Gramsci cite des théories du sens commun, qui suggèrent qu'en général, le capitalisme de marché libre (sans réforme environnementale) est enraciné dans l'esprit de ses membres comme la seule forme viable et réussie d'organisation économique par l'hégémonie culturelle. Par conséquent, la proposition de tout système économique alternatif, comme l'éco-capitalisme, doit surmonter l'opinion dominante afin de développer des théories opposées. Néanmoins, les mouvements aux États-Unis et à l'étranger ont continué de pousser à des réformes pour protéger l'environnement dans les systèmes capitalistes actuels[réf. nécessaire].
Un autre théoricien politique, Daniel Tanuro, explique, dans son livre Green Capitalism: Why it Can't Work, que pour que le capitalisme vert réussisse, il devrait remplacer le capitalisme dominant actuel par des méthodes éco-socialistes, tout en défiant les intérêts des entreprises.
« Si par capitalisme vert on entend un système dans lequel les paramètres qualitatifs, sociaux et écologiques sont pris en compte par les nombreuses capitales concurrentes, c'est-à-dire même au sein de l'activité économique comme mécanisme endogène, alors on est complètement trompé. En fait, nous parlerions d'une forme de capitalisme dans laquelle la loi de la valeur ne serait plus en vigueur, ce qui est une contradiction dans les termes. »
Cependant, Tanuro ajoute qu'un changement social et économique des systèmes capitalistes actuels est nécessaire, car la technologie augmentera invariablement les émissions à mesure que les processus de fabrication et les systèmes de distribution progressent. Tanuro plaide pour des changements dans trois domaines :
1. Utilisation des moyens de transport
2. Agriculture et alimentation
3. Mode de vie global des consommateurs et dépenses du marché

Malgré cet argument, les critiques affirment qu'une consommation durable ne suffit pas pour être instituée comme solution socio-environnementale. Conformément à l' hégémonie, le capitalisme convient que le gouvernement a peu de contrôle sur le marché et que les acheteurs, les vendeurs et les consommateurs dirigent finalement le marché. En revanche, dans le capitalisme vert, le gouvernement aurait donc plus de contrôle; les consommateurs n'ont pas de pouvoir direct sur le marché et ne devraient pas être tenus responsable.
Le spécialiste de l'environnement Bill McKibben propose une «mobilisation climatique à grande échelle» pour lutter contre la dégradation de l'environnement. Pendant la Seconde Guerre mondiale, les constructeurs automobiles et les fabricants se sont tournés vers la production d'armes, de véhicules militaires et de marchandises de guerre. McKibben soutient que, pour lutter contre le changement environnemental, le complexe militaro-industriel américain et d'autres producteurs d'armes nationaux pourraient passer à la production de panneaux solaires, d'éoliennes et d'autres produits environnementaux dans un système éco-capitaliste.
Le chercheur Elliot Sperber contredit l'argument de McKibben, citant que la mobilisation environnementale des industriels en faveur de l'éco-capitalisme exacerberait la stratification socio-économique. Sperber s'oppose à l'idée que la «mobilisation climatique à grande échelle» et la production qu'elle implique est la meilleure solution immédiate pour lutter contre le changement climatique. Parce que l'éco-capitalisme est toujours capitaliste, il repose sur la production de biens. Sperber plaide pour la production de moins de marchandises pour minimiser l'empreinte carbone.
Les critiques augmentent les préoccupations pour une transformation sociale et économique aux deux extrémités de la fracture politique et théorique. Néanmoins, elles façonnent la façon dont le public perçoit et contribue au capitalisme. Les critiques aident à changer activement la structure innée du système économique et à l'améliorer pour plus de stabilité économique[réf. nécessaire].

## Appel des énergies renouvelables sur le marché capitaliste
Tom Randall, correspondant spécialisé dans les énergies renouvelables pour Bloomberg, attire l'attention sur le fait que l'éolien et le solaire «surpassent» les énergies fossiles. En termes d'investissements, l'énergie propre surclasse le gaz et le charbon par une marge de 2-1. Cette marge positive peut être attribuée à la baisse constante du prix de la production d'énergie renouvelable. Les sources d'énergie renouvelables détiennent des avantages incontestables par rapport aux combustibles fossiles parce qu'elles existent en tant que technologies et non en tant que combustibles. Avec le temps, les énergies renouvelables deviendront plus efficaces à mesure que la technologie s'adapte. Les technologies d'extraction des carburants peuvent changer, mais les carburants restent des constantes. Les industries solaire et éolienne ont démontré une croissance au fil du temps : au cours des 15 dernières années, l'industrie solaire a doublé sept fois et l'industrie éolienne a doublé quatre fois. En revanche, l'industrie des combustibles fossiles a décliné au cours des 15 dernières années. L'industrie du charbon américain a perdu 75% de sa valeur au cours des dernières années.
Les sources d'énergie renouvelables bénéficient également d'avantages par rapport à l'industrie des combustibles fossiles grâce au soutien gouvernemental international. À l'échelle mondiale, les gouvernements mettent en œuvre des subventions pour stimuler l'industrie des énergies renouvelables. Parallèlement, divers efforts mondiaux luttent contre la production et l'utilisation des combustibles fossiles. La demande de sources d'énergie renouvelable a monté en flèche au cours des 15 dernières années, tandis que la demande pour les combustibles fossiles a beaucoup chuté (dans les sociétés capitalistes).
La préoccupation mondiale pour le changement climatique est notamment le principal contributeur à l'accélération rapide de l'industrie de l'énergie verte, tout comme elle est en grande partie responsable du déclin de l'industrie des combustibles fossiles. Le consensus scientifique sur la réalité du changement climatique et ses effets catastrophiques a amené une partie de la population mondiale à réagir par la panique et une action immédiate. Les environnementalistes et les climatologues estiment que la réponse n'a pas été suffisamment forte pour contrer les effets du changement climatique, et que la transition des combustibles fossiles vers les sources d'énergie renouvelables progresse beaucoup trop lentement.
Les préoccupations des gouvernements et des individus pour prendre des mesures concernant la mise en œuvre et la transformation des sources d'énergie d'une société, des combustibles fossiles aux sources d'énergie renouvelables, montrent le grand potentiel du marché de l'énergie verte. Ce potentiel se voit dans les nombreux projets d'énergies renouvelables en cours. En juillet 2020, plus de 12 000 grands projets solaires sont en fonctionnement ou en cours de construction et développement. Ces projets, ainsi que tous les projets d'énergie renouvelable, fixent des objectifs d'avantages économiques à long terme.
Le programme Global Apollo, mis en place par des économistes et des scientifiques, a pour objectif de créer de l'électricité décarbonée moins chère que celle des centrales électriques alimentées au charbon d'ici 2025. Sur les marchés capitalistes, l'énergie solaire aurait un réel potentiel de devenir un concurrent direct des centrales au charbon en moins d'une décennie.

### Obstacle à la transition: la dépendance au sentier
Bien qu'il y ait de nombreux obstacles à la transition vers un système éco-capitaliste, l'un des plus oubliés est le verrou technologique. Dimitri Zenghelis explore l'idée de la dépendance au sentier, où continuer à investir dans une technologie a des conséquences négatives sur les innovations futuresZenghelis utilise le terme «verrouillé» (locked-in) pour décrire des situations dans lesquelles la mise en œuvre complète d'une nouvelle innovation n'est pas possible parce qu'une infrastructure antérieure l'empêche de bien fonctionner. Cet obstacle est illustré dans les villes comme Los Angeles, San Francisco et New York, où l'infrastructure a été conçue autour de l'étalement urbain pour accueillir des véhicules privés. L'étalement a été étudié et les résultats montrent que les mégapoles qui s'étendent doivent être construites comme des éco-villes si on veut réduire les émissions de GES.